# Roma Open 2014
El Roma Open 2014 fue un torneo de tenis profesional jugado en canchas de tierra batida. Se disputó la 13.ª edición del torneo que formó parte del circuito ATP Challenger Tour 2014. Se llevó a cabo en Roma, Italia entre el 5 y el 11 de mayo de 2014.

## Jugadores participantes del cuadro de individuales
| Favorito | País                    | Jugador               | Rank1 | Posición en el torneo |
| -------- | ----------------------- | --------------------- | ----- | --------------------- |
| 1        | Bandera de Serbia       | Dušan Lajović         | 75    | Primera ronda         |
| 2        | Bandera de Italia       | Filippo Volandri      | 84    | Semifinales           |
| 3        | Bandera de Italia       | Paolo Lorenzi         | 87    | Primera ronda         |
| 4        | Bandera de Austria      | Andreas Haider-Maurer | 110   | Primera ronda         |
| 5        | Bandera de Túnez        | Malek Jaziri          | 118   | Segunda ronda         |
| 6        | Bandera de Alemania     | Julian Reister        | 129   | CAMPEÓN               |
| 7        | Bandera del Reino Unido | Daniel Evans          | 133   | Primera ronda         |
| 8        | Bandera de Italia       | Potito Starace        | 139   | Segunda ronda         |

| Posición en el torneo   |
| ----------------------- |
| Primera y segunda ronda |
| Cuartos de final        |
| Semifinales             |
| FINAL                   |
| CAMPEÓN                 |

- 1 Se ha tomado en cuenta el ranking del día 28 de abril de 2014.

### Otros participantes
Los siguientes jugadores recibieron una invitación (wild card), por lo tanto ingresan directamente al cuadro principal (WC):
- Matteo Donati
- Alessandro Giannessi
- Gianluigi Quinzi
- Matteo Trevisan

Los siguientes jugadores ingresan al cuadro principal como exención especial (SE):
- Mate Delić
- Miloslav Mečíř Jr.

Los siguientes jugadores ingresan al cuadro principal tras disputar el cuadro clasificatorio (Q):
- Lamine Ouahab
- Alexander Lobkov
- Salvatore Caruso
- Maxim Dubarenco

## Jugadores participantes en el cuadro de dobles

### Cabezas de serie
| Favorito | País                       | Jugador           | País                    | Jugador       | Rank1 | Posición en el torneo |
| -------- | -------------------------- | ----------------- | ----------------------- | ------------- | ----- | --------------------- |
| 1        | Bandera de Polonia         | Tomasz Bednarek   | Bandera de Rumania      | Florin Mergea | 92    | Primera ronda         |
| 2        | Bandera de Italia          | Daniele Bracciali | Bandera de Uruguay      | Pablo Cuevas  | 102   | Primera ronda         |
| 3        | Bandera de República Checa | František Čermák  | Bandera de Rusia        | Mikhail Elgin | 124   | Cuartos de final      |
| 4        | Bandera del Reino Unido    | Ken Skupski       | Bandera del Reino Unido | Neal Skupski  | 141   | Primera ronda         |

- 1 Se ha tomado en cuenta el ranking del día 28 de abril de 2014.

## Campeones

### Individual Masculino
- Julian Reister derrotó en la final a  Pablo Cuevas, 6–3, 6–2

### Dobles Masculino
- Radu Albot /  Artem Sitak derrotaron en la final a  Andrea Arnaboldi /  Flavio Cipolla, 4–6, 6–2, [11–9]